# Petamanan
Petamanan is een bestuurslaag in het regentschap Pasuruan van de provincie Oost-Java, Indonesië. Petamanan telt 3220 inwoners (volkstelling 2010).